# Daltanious
Daltanious (未来 ロボ ダルタニアス?, Mirai robo Darutaniasu, lett. "Il robot del futuro Daltanious") è una serie televisiva anime di genere mecha prodotta in collaborazione dalla Sunrise e dalla Toei Company. La serie è composta di 47 episodi ed è stata trasmessa in Giappone su TV Tokyo dal 21 marzo 1979 al 5 marzo 1980. In Italia è stata trasmessa per la prima volta nel 1981 da varie televisioni regionali.
Il nome del robot è ispirato a quello di D'Artagnan, il protagonista del celebre romanzo di Alexandre Dumas I tre moschettieri.

## Trama
Nel 1995 la Terra subisce il massiccio attacco degli alieni Akron, che in breve tempo costringono sotto il loro dominio varie nazioni. Il Giappone in particolare è ridotto in rovina ed i sopravvissuti vivono una vita di stenti in baraccopoli di fortuna; quelli più fortunati sopravvivono tramite il mercato nero, mentre agli altri non rimane che la carità ed il furto.
A quest'ultima categoria appartiene il gruppo di bambini e adolescenti composto da Danji, Sanae, Mita, Jiro, Tanosuke, Manabu e guidato dall'audace Kento. Nel corso di un loro tentativo di furto, i sei si imbattono in una grotta che conduce ad una base sotterranea, dove giace in ibernazione il Dottor Earl. Accidentalmente, Kento e i suoi compagni lo risvegliano e portano alla luce la sua base, causando l'immediata ritorsione degli Akron. A questo punto, il Dottor Earl costringe Kento e Danji a mettersi alla guida rispettivamente del robot Antares e dell'aereo Gumper e i due, sorprendentemente, riescono a tener testa all'attacco ed a sconfiggere gli Akron sul campo di battaglia.
Questi ultimi non si danno per vinti ed inviano contro i ragazzi un mega-robot dall'aspetto mostruoso. Kento e Danji sono in grave difficoltà contro un simile avversario, ma proprio quando stanno per essere sconfitti giunge loro in aiuto il leone robotico Beralios. A questo punto, uno sbigottito Dottor Earl annuncia ai due ragazzi che i due mezzi e Beralios possono unirsi a formare l'invincibile mega-robot Daltanious, cosa che puntualmente avviene.
Sconfitto anche questo avversario, vengono svelati alcuni segreti relativi a Kento e agli Akron: si scopre infatti che Kento è il principe ereditario del regno di Helios, in quanto figlio del precedente principe Harlin, fuggito sulla Terra ancora bambino assieme al dottor Earl quando gli Akron attaccarono il loro pianeta. Ma Kento non sembra per niente interessato al suo regale lignaggio e gli Akron non si sono certo arresi: la guerra per la liberazione della Terra è ancora lunga.
Alla fine Kento ritrova il padre, che era disperso in mare. Sconfitti gli Akron sulla terra, la base del dr. Earl con a bordo il gruppo di ragazzi divenuto equipaggio, parte per lo spazio con il proposito di affrontare il nemico sul pianeta Zaar e sconfiggerlo per sempre: qui si trova Ormen, MegaImperatore degli Akron. Dopo una dura battaglia gli eroi riusciranno a fatica a sconfiggerlo, non prima però d'esser venuti a conoscenza degli ultimi importanti segreti riguardanti la parte oscura dell'impero di Helios.

## Personaggi

### Personaggi principali
Kento Tate (楯 剣人?, Tate Kento)
Il protagonista della serie. È un giovane forte, simpatico, sempre spensierato, ma che spesso agisce senza riflettere abbastanza e giudica troppo in fretta.  È il pilota del robot Antares nonché del grande Daltanious. Nato nel 1979, ha 16 anni all'inizio della storia e solo pochi sparuti ricordi del padre Hayato, che ha abbandonato la famiglia quando era ancora molto piccolo. Dopo la morte della madre e della sorella durante il primo attacco degli Akron, è cresciuto come un teppista di strada insieme ad altri orfani. Kento, in seguito verrà riconosciuto come principe (nipote dell'imperatore Nishimura) discendente dalla nobile dinastia regnante sul ricco e pacifico pianeta Helios. Il ragazzo tuttavia, non si sente un reale e non si comporta come tale, facendo impazzire il povero Dottor Earl. Doppiato da Toshio Furukawa (originale), Massimo Rossi (italiano).
Dani Hibari (柊 弾児?, Hiiragi Danji)
Serio e misterioso diciassettenne, con la frangetta dei capelli castani che gli copre costantemente un occhio; è l'amico di Kento e pilota del Gumper, un jet super armato che forma le gambe e i pugni del Daltanious. Di lui, si sa solo che fu trovato da Sanae e Mita in fin di vita in una strada di quartiere durante un attacco alieno e guarito dalle due ragazze e da Kento, Manabu, Tanosuke e Jiro. Il padre era stato accusato ed ingiustamente condannato a morte per omicidio ed il ragazzo finisce per mettersi nei guai ricercando i veri colpevoli. Doppiato da Yoshito Yasuhara (originale), Oliviero Dinelli (italiano).
Dottor Earl (アール博士?, Āru hakase)
Con una candida barba che gli arriva fino ai piedi, somigliante a Leonardo da Vinci, è lo scienziato-capo di Helios fuggito nel 1945 sulla Terra assieme al padre di Kento in capsule che li mantenevano in stato d'ibernazione; questo per scampare all'attacco degli alieni che hanno distrutto il loro pianeta nativo. La capsula del principe si era aperta in anticipo e da allora Earl ha perduto le sue tracce.
È lui che ha costruito Antares, Gumper e Beralios, le tre macchine che formano il grande Daltanious: durante la fuga dal pianeta Helios una pioggia di meteoriti attaccò la navicella del dottor Earl facendo staccare e scomparire anche Beralios. Dopo aver scoperto in Kento il giovane erede della dinastia dei regnanti di Helios, il Dottor Earl fa di tutto per educare il principe Kento ad una vita da nobile, senza però riuscirci. Doppiato da Toshiya Sugita (originale), Dario De Grassi (italiano).
Sanae Shiratori (白鳥 早苗?, Shiratori Sanae)
16 anni, funge da mamma e sorella maggiore per i piccoli orfani sopravvissuti alla catastrofe; cara amica di Kento e Dani, si dimostra sempre la più sensibile e responsabile dei ragazzi. Il suo cognome, che significa cigno, non è mai usato nella versione italiana. Doppiata da Keiko Han (originale), Laura Boccanera (italiano).
Mita (おちゃめ?, Ochame)
6 anni, è la piccolina del gruppo, una bambina orfana adorata da Kento, spesso si dimostra capricciosa e piagnucolona. A volte riesce a sorprendere tutti con i più temerari atti di coraggio.
Jiro Komaru (小丸 次郎?, Komaru Jirō)
9 anni, un orfano compagno di banda di Kento e sempre pronto a combinare guai insieme al suo fido e affezionatissimo porcellino da compagnia di nome Jimmy. Il suo cognome non è mai usato nella versione italiana. Doppiato da Kazuko Sawada (originale), Fabrizio Mazzotta (italiano)
Tanosuke Hata (畑 田之助?, Hata Tanosuke)
Grasso e forzuto, amico di Jiro e Manabu. Si ritrova ad essere costantemente affamato ed è sempre stanco e pigro. Non brilla per intelligenza, eppure una volta è riuscito a fare a pezzi da solo un'intera unità d'invasione Akron. Il suo cognome non è mai usato nella versione italiana. Doppiato da Tomomichi Nishimura (originale), Massimo Corizza (italiano).
Manabu Karui (軽井 学?, Karui Manabu)
Intelligentissimo e caparbio occhialuto esperto d'informatica, ha 12 anni ed è sempre pronto ad inventare marchingegni di piccola fattura. È il preferito del dottor Earl, che lo considera un vero e proprio collega. Il suo cognome non è mai usato nella versione italiana. Il kanji 学, che si legge "manabu", significa "studio", "conoscenza", "erudizione". Doppiato da Yō Inoue (originale), Corrado Conforti (italiano).
Jimmy (トン助?, Tonsuke)
L'inseparabile porcellino da compagnia di Jiro. Inizialmente destinato alla macellazione, Jiro cercava di farlo ingrassare ma Jimmy non ne voleva sapere di mangiare. Il ragazzino lo aiutò a superare questo blocco, affezionandosi presto a lui come se fosse un fratello. In una puntata, gli Akron lo cattureranno e gli faranno il lavaggio del cervello, rendendolo malvagio; lo stesso Jiro però riuscirà a farlo rinsavire facendogli ricordare i bei momenti passati assieme. Jimmy sembra essere l'unico animale vivo sopravvissuto all'attacco alieno nemico.
Hayato Tate (楯 隼人?, Tate Hayato) / Principe Harlin (ハーリン王子?, Hārin Ōji)
Padre di Kento e principe ereditario dell'impero di Helios. Fuggito sulla terra insieme al Dottor Earl dopo la distruzione del suo pianeta natale ad opera degli Akron, viene separato dal dottore durante un atterraggio di fortuna, all'incirca nel 1945. Complice la tenera età, inizia a vivere come un terrestre adottato da una famiglia umana ed in seguito sposa una giapponese, che darà alla luce Kento.
In seguito ad un barlume del suo passato(la fontana ed il palazzo imperiale)lascerà moglie e figlio piccolo per arruolarsi nella Marina alla ricerca del luogo di cui è ossessionato e perché ne ha ricordo. Ricomparso nel corso della serie, all'inizio Kento lo accoglie molto freddamente, ma poi finiscono col riappacificarsi. Verso la fine scoprirà con sorpresa che il malvagio Kloppen, che comanda l'esercito nemico, ha esattamente le sue sembianze, in quanto clone. Doppiato da Motoyume Kiyokawa (originale). Vittorio Di Prima (italiano).

### Personaggi secondari
Kalinga (ガスコン?, Gasukon)
Prima avversario alieno, poi amico ed alleato di Kento, a cui si affezionerà molto, in quanto aventi lo stesso carattere. Soprannominato "tigre dello spazio", pilota un robot-tigre ed è un rude ma fidato comandante che si metterà dalla parte dei terrestri contro gli Akron: morirà per proteggere Daltanious.
Toragoro Okuma (大熊 寅五郎?, Ōkuma Toragorō)
Capo-mercante della città nei pressi della quale si trova la base spaziale del Dottor Earl, a cui Kento durante il primo episodio ruba le mercanzie per la fame. Grande e grosso, ingenuo ma sincero, diverrà amico dei ragazzi e sostenitore di Daltanious, tanto da accompagnarli anche nello spazio. Il suo cognome non è mai usato nella versione italiana. Doppiato da Shōzō Iizuka (originale), Gino Pagnani e Renzo Stacchi (italiano).
Florinda
nobile principessa aliena, che arriva sulla terra con un'astronave, accompagnata dalla nutrice Sofia. Si propone come alleata di Kento, sperando di sposarlo e divenire un giorno regina. Viziata ed inetta, dispone di un robot femminile, che viene distrutto al primo scontro con gli Akron. Kento non ricambia i suoi presunti sentimenti amorosi e la considera solo un fastidio. In effetti, quando, per un inganno degli Akron, crede che Kento sia figlio di un clone e non del vero principe di Helios, non ha scrupoli ad abbandonare la Terra e ad attirarlo in trappola, per salvarsi la vita.
Madre e sorella di Kento
Cadono entrambe vittime dell'attacco iniziale scagliato contro la Terra dagli Akron. Prima dell'attacco, la madre di Kento (di nome Yoshida) gestiva un supermarket, mentre la sorella lavorava come cassiera proprio qui.
Tomoya
Nonno materno di Kento, un vecchio molto saggio esperto d'arti marziali che insegnerà al nipote il coraggio e la forza di non arrendersi mai davanti alle difficoltà.
Saburo
Ex-compagno di riformatorio di Dani e suo "collega" teppista, apparirà tutto ad un tratto scompigliando improvvisamente la ritrovata serenità dell'antico amico. A capo di una banda di motociclisti, scorrazza per la città facendo il bullo.
Hayame Sujita
Cara amica di Tanosuke, molto bella e gentile, di cui lui s'è follemente innamorato (purtroppo per lui non ricambiato).

### Antagonisti
L'armata degli Akron, alieni provenienti dal pianeta Zaar (ザール?, Zāru), pur venendo presentata come una razza unica, è in realtà composta da varie sottospecie, provenienti da pianeti diversi disseminati nella galassia. Nel corso della serie è spiegato che quei pianeti originariamente erano controllati dall'Impero di Helios ma che in seguito si erano ribellati al suo dominio. Dalla ribellione era nata l'armata Akron, di stanza sul pianeta Zaar e guidata dal misterioso Ormen, che in seguito aveva distrutto Helios e ne aveva ereditato i propositi di conquista cosmica.
Nel 1995, una parte dell'armata Akron con a capo Kloppen attacca massicciamente la Terra e riesce a conquistare varie nazioni, tra cui il Giappone. Le forze di invasione hanno la loro base prima sulla faccia nascosta della Luna e poi su un'astronave in orbita attorno alla Terra. Ogni generale ha poi a disposizione una propria nave spaziale, proprie truppe e alcuni mega robot da combattimento.
Ormen (ドルメン大帝?, Dorumen Taitei)
Mega imperatore degli Akron, per tutto il corso della serie la sua identità è tenuta segreta e di lui si vedranno solo gli occhi retroilluminati di una mostruosa statua con una sfera nella fauci in cui si presume risieda al suo interno Ormen,Si scoprirà nella puntata finale che Ormen è in realtà il biodroide (un clone, un essere costruito artificialmente) dell'imperatore Nishimura, il padre di Harlin e nonno di Kento: egli nutre un profondo odio nei confronti della famiglia reale di Helios per colpa del trattamento criminale ricevuto da ogni biodroide, utilizzati da sempre come prima risorsa medica di parti corporea da utilizzare quando un principe si feriva gravemente o come sosia dell'imperatore se il sovrano scompariva prematuramente senza aver designato il nuovo erede, Riuscito a fuggire al suo terribile destino organizza l'esercito degli Akron con il proposito di vendicare se stesso e tutti i biodroidi che lo hanno preceduto eliminando tutti i discendenti della famiglia reale di Helios e conquistare lo spazio. Doppiato da Masaharu Satō (ep. 26), Yuzuru Fujimoto (dall'ep 31, originale), Giancarlo Padoan (italiano)
Kloppen (クロッペン?, Kuroppen)
In principio è il capo delle forze di invasione della Terra e comandante supremo della galassia AA1. Inizialmente veste un costume nero e porta sempre una maschera che gli nasconde il volto, poi, quando la sua vera identità è svelata (egli ha lo stesso aspetto di Harlin e si proclama essere il vero principe ereditario di Helios), indosserà un'elaborata armatura gialla. Va sempre in giro con la fedele pantera nera Naba (fino a quando non la fa trasformare in macchina da guerra).
Successivamente si scoprirà che egli è un biodroide (un clone del vero principe Harlin) e perderà la fiducia in sé stesso. Ma sarà proprio Kento che, considerandolo in ogni caso un essere umano e non una "squallida copia", gli darà forza e fiducia per continuare a vivere. Si ribellerà alle armate di Akron promettendo a Kento che non combatterà mai più contro di lui. Alla fine si sacrifica per salvare la vita di Harlin rimasto vittima di un incidente donandogli il proprio cuore. Doppiato da Osamu Ichikawa (originale), Romano Malaspina (italiano).
Generale Nesia (ネシア将軍?, Neshia Shōgun)
A capo di una divisione, fa parte di una specie di donne-amazzoni vegetali; il suo aspetto è quasi umano, a parte la pelle di color verde chiaro e la testa, la cui capigliatura è sostituita da alcune appendici che la fanno rassomigliare ad una foglia o al classico ventaglio usato dai Tengu. Unica donna tra i generali Akron, ad un certo punto della serie sostituirà Kloppen come capo delle forze di invasione. Morirà durante l'esplosione della base di Ormen attaccata da Daltanious. Il nome usato nella versione italiana è quello originale traslitterato con il sistema Kunrei, mentre la traslitterazione con il sistema Hepburn, usato per gli altri nomi, sarebbe "Neshia". Doppiata da Kazuko Sawada (originale), Franca De Stradis (italiano).
Generale Mizuka (ミズカ将軍?, Mizuka Shōgun)
Capo di una divisione, ha un aspetto davvero peculiare: il suo vero corpo è piccolo e a forma di medusa, con un grande occhio rosso al centro. Per facilitare la sua locomozione e permettergli di vivere anche fuori dall'acqua, occupa la "testa" di un'armatura robotica a forma di gorilla. Viene ucciso da Daltanious nell'episodio 44. Doppiato da Ken'ichi Ogata (originale), Sergio Matteucci (italiano).
Generale Prozar (プロザルス将軍?, Purozarusu Shōgun)
A capo di una divisione, il suo aspetto rassomiglia ad un ibrido umanoide a metà strada tra un rettile ed un equino o a quello di un drago. Ha la pelle color violaceo e un costante ghigno stampato sul muso. Muore nell'episodio 27 dopo un epico scontro con Daltanious. Doppiato da Shōzō Iizuka (originale), Carlo Allegrini (italiano).
Generale Savada (カブト将軍?, Kabuto Shōgun)
A capo di una divisione, il suo aspetto assomiglia a quello di una locusta umanoide. Il suo vestito ricorda molto quello di un ufficiale settecentesco. Morirà per mano di Kento nel terzultimo episodio. Doppiato da Yūsaku Yara (originale), Sandro Sardone (italiano).
Generale Boider (ボイダー将軍?, Boidā Shōgun)
A capo di una divisione, il suo aspetto è quello di un umanoide dalla pelle di pietra. Sarà ucciso da Kloppen nell'episodio 42. Doppiato da Tomomichi Nishimura (originale), Carlo Allegrini (italiano).

## Tematiche
Uno dei temi più interessanti esplorati dalla serie è quella dei cloni, qui chiamati "Biodroidi". Ad un certo punto della serie, infatti, il capo delle forze di invasione Akron sulla terra, Kloppen, si rivela essere la copia esatta del principe Harlin: creato dal medico di corte e portato da Ormen che lo "adotta".
Nell'ultima puntata proprio Ormen narra a Kento ed ai suoi amici la triste vita dei Biodroidi: nella principale famiglia della nobiltà di Helios era uso comune realizzare un clone dell'erede al trono che fungeva da vero e proprio "serbatoio di pezzi di ricambio" nel caso l'erede fosse stato ferito o si ammalasse improvvisamente. Questa è la ragione del suo costante odio provato verso tutti i discendenti della famiglia reale, odio che ha alimentato per tutta la vita il suo proposito di vendetta e distruzione.
Questi cloni, una volta terminata la loro utilità, venivano brutalmente eliminati; ciò continuò fino all'invasione degli Akron: Kloppen, infatti, è il clone di Harlin, anche se lui è convinto (tratto in inganno proprio da Ormen) di essere il vero principe di Helios. Non solo, il comandante in capo degli Akron, che di solito parla per bocca di una statua mostruosa, altro non è che il clone del padre di Harlin (l'imperatore Nishimura), fuggito da Helios. Pieno di odio, quest'ultimo organizzò l'armata degli Akron e distrusse il suo pianeta natale, lanciandosi poi alla conquista dello spazio.
Emblematica la frase pronunciata da Ormen nell'ultima puntata: "I biodroidi hanno un'anima".
La trama della serie, inoltre, è ricca di colpi di scena che fanno vedere personaggi positivi in cattiva luce e rivalutano quelli negativi: il mega imperatore degli Akron è malvagio, ma le motivazioni che lo spingono alla vendetta del triste destino dei biodroidi hanno gravi spiegazioni, Kloppen è malvagio, ma si sacrifica per salvare il padre di Kento e si dimostra infine pentito; allo stesso modo l'impero di Helios era un impero malvagio perché creava uomini artificiali per detenere il potere.

## Mecha

Daltanious appena composto, ed avvolto dalla croce simbolo di Helios, identica a quella dei Cavalieri templari.

Daltanious è stato il primo super robot ad avere una componente animale, nonché il primo a fregiarsi di una testa di leone sul petto; quest'ultimo elemento sarebbe poi stato ripreso in varie altre serie mecha, tra cui Yūsha Ō Gaogaigar degli anni '90, o ancor prima nel combiner Predaking (formato da 5 animali robotici) dell'anime anni '80 Transformers.

### Mecha degli eroi
- Delfino spaziale (デルファイター?, Derufaitā): la navicella-jet pilotata da Kento, si posiziona nella testa di Antares.
- Antares (アトラウス?, Atorausu): il robot guidato da Kento forma la parte superiore, la testa e le braccia del Daltanious. È armato di una coppia di spade che possono unirsi per formare un boomerang.
- Beralios (ベラリオス?, Berariosu): un leone robot pilotato automaticamente da un sistema di intelligenza artificiale, forma il busto di Daltanious. Dopo lo smarrimento viene ritrovato grazie al richiamo di Kento in pericolo. Come raccontato dal dottor Earl, nella sua testa è contenuto il cervello del leone domestico del principe Harlin. In una puntata si scopre che aveva anche una compagna, Magalia.
- Gumper (ガンパー?, Ganpā): il jet super armato guidato da Dani, forma le gambe, i piedi e i pugni del Daltanious. Può trasportare in volo Antares.
- Gamerot (ガメロット?, Gamerotto): Una tartaruga robot con altre due piccole tartarughe messe sopra di lei formando una piramide. È stato realizzato da Manabu (prendendo "in prestito" alcuni pezzi dell'astronave del dottor Earl) e pilotato da quest'ultimo assieme a Mita, Jiro e Tanosuke.

### Armi e dotazioni
- Pugni perforanti: pugni lanciati a razzo.
- Rete elettronica: una ragnatela di pura energia prodotta dai pugni.
- Lama cosmica: una spada da combattimento abbinata ad uno scudo.
- Pugni laceranti: gli avambracci dotati di lame roteanti.
- Fiamma disintegrante: una palla infuocata che esce dalla bocca di Beralios.
- Scudo protettivo: un doppio scudo che esce dalla cintura del robot.
- Balestra spaziale: una balestra che spara frecce.
- Raggi Sigma: lanciati dalle croci sulle spalle e le ginocchia
- Uncino a catena
- Bocche di fuoco (a partire dalla puntata 29)
- Doppia morsa d'acciaio (a partire dalla puntata 29)
- Spada infuocata - arma finale con nucleo avvolgente, estratta dalla bocca di Beralios (il nucleo avvolgente viene utilizzato a partire dalla puntata 29).
- Raffica dirompente: raffica di missili lanciati dopo aver piegato gli avambracci
- Boomerang spaziale: formato dall'unione delle due spade ai lati delle gambe

### Mecha dei nemici
L'armata Akron ha a disposizione una sofisticatissima tecnologia con cui realizza enormi robot da combattimento dall'aspetto mostruoso. Nell'episodio 12 è rivelato che queste gigantesche armi non sono totalmente meccaniche, ma possiedono alcune parti biologiche. Il design dei mostri ovviamente varia da puntata a puntata, ma alcuni particolari rimangono in quasi tutti, come l'abbondanza di punte o corni.

## Sigle
La canzone della sigla d'apertura originale giapponese (tema principale dell'anime) si intitola Daltanious no uta (ダルタニアスの歌?, Darutaniasu no uta, lett. "La canzone di Daltanious") - testo di Saburō Hatte, musica di Asei Kobayashi, arrangiamenti di Hiroshi Takada - ed è cantata da Mitsuko Horie con il coro Koorogi '73 e i Columbia Yurikago-kai e Columbia Fun-funny.
La sigla di chiusura originale è Kento - Otoko iki (剣人・男意気? lett. "Kento - Spirito di uomo") - testo di Tadao Nagahama (con lo pseudonimo di Akira Aoi), musica di Asei Kobayashi, arrangiamenti di Hiroshi Takada - ed è cantata dai Koorogi '73.
La sigla italiana di apertura e chiusura, Daltanious, è un brano scritto da Franco Migliacci, su musica di Massimo Cantini e arrangiamento di Alessandro Centofanti, eseguito dai Superobots e cantata da Rino Martinez. L'esclamazione "Daltanius!" che si sente nell'incipit della sigla è dello stesso Franco Migliacci.

## Edizione italiana
La prima messa in onda del cartone in Italia è datata ottobre 1981 sulle televisioni locali. Il doppiaggio italiano è stato eseguito presso lo studio romano Citiemme registrazioni sonore. La voce narrante, che nell'edizione originale è di Osamu Ichikawa, viene affidata a Luciano Roffi.

## Edizionihome-video
L'edizione Yamato Video è stata la prima di Daltanious per il mercato home video italiano. I 47 episodi furono infatti distribuiti in 10 VHS in vendita a cadenza mensile nel 1997.
Successivamente la Dynit ha rilevato la licenza e i 47 episodi sono stati pubblicati dapprima in 12 DVD singoli contenenti 4 episodi ciascuno nel 2004, ed in seguito in due cofanetti da 4 dischi ciascuno.

## Altri media

### Fumetti
In concomitanza della prima messa in onda in Italia, Daltanious, è apparso nella versione cartacea, ridisegnato a mano come fumetto, non come immagini del cartone animato, pubblicato sulle pagine del "Corriere dei Piccoli", del 1981. In concomitanza con l'edizione a fumetti, le Edizioni Panini hanno prodotto un album di 240 figurine, con immagini riprese dalla serie televisiva, che ripercorreva l'intera storia del cartone animato.

### Videogiochi
Daltanious è apparso per la prima volta all'interno della serie Super Robot Wars in Super Robot Wars D del 2003; in seguito è apparso in Super Robot Wars GC (2004), Super Robot Wars X-Ω (2006) e in Super Robot Wars DD (2019).